# NGC 6826
NGC 6826 ist ein planetarischer Nebel im Sternbild Schwan, welcher 4.200 Lichtjahre von der Erde entfernt ist. Der Zentralstern von NGC 6826 ist einer der hellsten bekannten Sterne in einem planetarischen Nebel.
Das Objekt wurde am 6. September 1793 vom deutsch-britischen Astronomen Wilhelm Herschel entdeckt.

## Blinkeffekt
Beim Beobachten dieses planetarischen Nebels mit einem Teleskop scheint dieser zu blinken. Dieser Effekt hat ihm den Beinamen Blinking Planetary eingebracht. Der Nebel selber blinkt aber nicht. Das Blinken wird von unseren Augen verursacht. Wenn man direkt auf den hellen Zentralstern schaut, überblendet er den Nebel. Schaut man jedoch etwas daran vorbei auf die weniger helle Außenhülle, kommt der Nebel wieder zum Vorschein.